# Valeriana echinata
Valeriana echinata — вид квіткових рослин родини жимолостевих (Caprifoliaceae).

## Біоморфологічна характеристика
Це однорічна рослина 10–20(30) см заввишки. Стеблові листки виїмчастозубчасті або часто біля основи перистонадрізані. Плоди зазвичай опадають разом із гілочками суцвіття; плодоносні гілочки булавоподібно потовщені.

## Поширення
Марокко, південь Європи, захід Азії.
В Україні вид росте на сухих кам'янистих схилах, іноді як бур'ян — у Передгірному (Севастополь, Балаклава) та пд. Криму (Ялтинський р-н, Микита, Судак).